# The Boogeyman (película de 2023)
The Boogeyman (titulada: Boogeyman: Tu miedo es real en Hispanoamérica y El hombre del saco en España) es una película de terror sobrenatural estadounidense de 2023 dirigida por Rob Savage y escrita por Scott Beck, Bryan Woods, Akela Cooper y Mark Heyman.
Está basada en el cuento de 1978 El Coco de Stephen King, publicado en su primera colección de cuentos El umbral de la noche y está protagonizada por Madison Hu, Vivien Lyra Blair, Sophie Thatcher, David Dastmalchian y Chris Messina. La trama cuenta como un par de hermanas, aún conmocionadas por la trágica muerte de su madre, se ven atormentadas por una presencia sádica en su casa y luchan para que su afligido padre les preste atención antes de que sea demasiado tarde.
La película fue estrenada en cines el 2 de junio de 2023, originalmente se estrenaría en la plataforma Hulu.

## Argumento
La familia Harper, formada por Sadie, Sawyer, su hermana pequeña, y Will, lucha por aceptar la reciente muerte de su madre en un accidente automovilístico. Sawyer sufre pesadillas y terrores nocturnos mientras Will se entierra en el trabajo para evadir el problema y Sadie lucha por adaptarse de nuevo a la escuela donde Bethany, su mejor amiga, se ha unido a una nueva camarilla de chicas que tratan a Sadie con desdén.
Un día Will, quien es terapeuta y atiende a sus pacientes en su casa, recibe la visita de un hombre llamado Lester Billings que pide hablar con él. Lester explica que sus tres hijos han muerto asesinados uno por uno por una entidad que ahora se ha aferrado a él. Aunque simpatiza con Lester, un incrédulo Will lo deja solo para llamar a la policía, lo que Lester aprovecha para recorrer la casa. Minutos después Sadie, de regreso del colegio, encuentra su cuerpo ahorcado en el armario de arte de su madre.
La familia está perturbada por la muerte de Lester, pero intenta volver a la normalidad. Con el tiempo Sadie nota un extraño moho negro que comienza a formarse alrededor de la casa mientras Sawyer vislumbra una misteriosa criatura escondida debajo de su cama. Sawyer alerta a Sadie, quien no puede encontrar a la criatura y no le cree a su hermana. Más tarde, las niñas visitan a su terapeuta, la Dra. Weller, para hablar sobre la muerte de su madre. La Dra. Weller usa una luz intermitente para ayudar a Sawyer a superar su miedo a la oscuridad, pero Sawyer vuelve a ver a la criatura y termina mojándose. En la casa, la criatura continúa acechando y aterrorizando a Sawyer hasta que Sadie también lo vislumbra y comienza a sospechar que el extraño fenómeno está relacionado con el suicidio de Lester.
Sadie escucha una grabación de la cita de Lester y lee sobre la familia Billings en línea, descubriendo su dirección, por lo que pide a Bethany que la lleve a la casa descubriendo que está saturada de moho negro y aparentemente abandonada hasta que descubre que Rita, la esposa de Lester, todavía vive allí, por lo que Sadie le habla sobre los sucesos extraños que ha vivido su familia. Rita deduce que la intención de su esposo era traspasar la criatura a los Harper, a la que identifica como "El Boogeyman", alegando que es el culpable de la muerte de sus hijos; ella le dice a Sadie que la criatura es un mal ancestral que se alimenta del miedo y disfruta jugando con su presa al imitar las voces de la gente, de ahí el hostigamiento nocturno a Sawyer, también le explica que el Boogeyman acosó a los humanos primitivos por siglos hasta que descubrieron el fuego y desde entonces la única protección contra él es la luz. Sin embargo, Rita aparentemente ve al Boogeyman detrás de Sadie y comienza a disparar su escopeta, lo que hace que Sadie huya de la casa.
El moho sigue extendiéndose por toda la casa Harper y esa noche, Sadie tiene una pesadilla en la que Boogeyman le mete algo en la garganta. A medida que estos encuentros continúan aumentando, Sadie intenta hablar con su padre sobre la muerte de su madre, pero este evade el tema y ella convence a Will de que no vacíe el gabinete de arte. En el sótano, Sadie intenta sin éxito contactar al espíritu de su madre pidiéndole mover la llama de un viejo encendedor como vio hacer en Internet. 
En la escuela, Bethany consuela a Sadie y decide animarla organizando una noche de chicas en la casa de Sadie junto a sus nuevas amigas. Mientras fuman, Sadie tose un diente que Sawyer había perdido poco después de que apareciera el Boogeyman y se da cuenta de que su pesadilla fue real. Como broma, las amigas de Bethany encierran a Sadie en el armario donde Lester se suicidó, donde se encuentra con el Boogeyman; esto desata una pelea entre las chicas que abandonan la casa de Sadie rompiendo definitivamente su relación con Bethany, quien durante el incidente se muestra abiertamente a favor de su nuevo grupo. Mientras tanto, Sawyer es atacada por la criatura y arrojada a un televisor, debiendo ser hospitalizada.
En el hospital, Sadie es contactada por Rita, quien cree que ha encontrado una forma de matar al Boogeyman. Sadie llega a la casa donde Rita ha tendido una trampa con varios cartuchos de escopeta montados de forma que detonen hacia el cetro del cuarto. De repente ataca y amarra a Sadie en el lugar explicando que la llamó ya que necesitaba un cebo para la criatura. El Boogeyman aparece y activa la trampa, pero sobrevive y mata a Rita. Sadie escapa de la casa y Will la llama para preguntarle dónde está y Sadie se da cuenta de que su padre y Sawyer ya están en casa pero aunque intenta advertirles el Boogeyman los atrapa y arrastra al interior. 
Cuando Sadie llega, encuentra a Sawyer escondida en un armario envuelta en luces navideñas, la niña revela que la criatura se llevó a Will al sótano, por lo que bajan y lo encuentran alimentándose del temor de un herido Will, a quien logran rescatar, iniciando una persecución por el sótano donde, con la ayuda del espíritu de su madre, Sadie comprende que Boogeyman teme a la luz ya que le recuerda al fuego, única cosa que puede lastimarlo. Mientras las persigue, Will lo enfrenta a golpes y Sawyer logra rociar al monstruo con solvente inflamable para que posteriormente Sadie prenda fuego a la criatura, aparentemente matándola y destruyendo el moho por toda la casa. 
Algún tiempo después, la familia tiene una sesión grupal con la Dra. Weller, después de haber superado su experiencia y aprendido a sobrellevar la muerte de la madre. Cuando se van, la Dra. Weller llama a Sadie, quien entra a la oficina solo para descubrir que no está ahí y que la puerta del armario está abierta. La Dra. Weller aparece y pregunta a Sadie la razón por la cual ha vuelto, quien mira a la Dra. Weller sospechosamente y cierra la puerta.

## Reparto
- Sophie Thatcher como Sadie Harper[7]
- Chris Messina como Will Harper[7]
- Vivien Lyra Blair como Sawyer Harper[7]
- Marin Ireland como Rita[7]
- Madison Hu[7] como Bethany
- Lisa Gay Hamilton como Dra. Weller[8]
- David Dastmalchian como Lester Billings[7]

## Producción
The Boogeyman es una adaptación de terror del cuento de Stephen King de 1978 del mismo nombre. El 26 de junio de 2018, se anunció que los cineastas Scott Beck y Bryan Woods escribirían el guion con Shawn Levy, Dan Levine y Dan Cohen se unieron para producir a través de 21 Laps Entertainment y 20th Century Fox se unió para distribuir. Sin embargo, en 2019, tras la adquisición de Fox por parte de Disney, la película fue cancelada, junto con otras películas en desarrollo. En noviembre de 2021, se revivió la película y se informó que Rob Savage la dirigiría a partir de un guion escrito por Mark Heyman, basado en borradores originales de Beck, Woods y Akela Cooper con Hulu elegido para distribuir. A principios de 2022, se agregaron al elenco Sophie Thatcher, Chris Messina, David Dastmalchian, Marin Ireland, Vivien Lyra Blair y Madison Hu. El rodaje comenzó en febrero de 2022 en Nueva Orleans.

## Estreno
The Boogeyman fue estrenada en cines el 2 de junio de 2023, originalmente se tenía pensado estrenarla en la plataforma de streaming Hulu.

## Recepción
The Boogeyman recibió en general reseñas mixtas a positivas de parte de la crítica y la audiencia. En el sitio web especializado Rotten Tomatoes, la película posee una aprobación de 60%, basada en 194 reseñas, con una calificación de 5.9/10, y con un consenso crítico que dice: "The Boogeyman puede no estar a la altura de su aterrador material de origen, pero una atmósfera espeluznante y algunas actuaciones sólidas ayudan a mantener los escalofríos." De parte de la audiencia tiene una aprobación de 74%, basada en más de 2500 votos, con una calificación de 4.0/5.
El sitio web Metacritic le dio a la película una puntuación de 55 de 100, basada en 37 reseñas, indicando "reseñas mixtas o promedio". Las audiencias encuestadas por CinemaScore le otorgaron a la película una "B-" en una escala de A+ a F, mientras que en el sitio IMDb los usuarios le asignaron una calificación de 5.9/10, sobre la base de más de 38 000 votos. En la página web FilmAffinity la cinta tiene una calificación de 5.2/10, basada en 2739 votos.